# Playboys (Chet Baker e Art Pepper)
| Recensione | Giudizio |
| ---------- | -------- |
| AllMusic   |          |

Playboys è un album a nome Chet Baker & Art Pepper, pubblicato dall'etichetta discografica World Pacific Records nel marzo del 1958.

## Tracce

### LP
Lato A (ST-698)
1. For Minors Only – 3:59 (musica: Jimmy Heath)
2. Minor-Yours – 6:40 (musica: Art Pepper)
3. Resonant Emotions – 5:41 (musica: Jimmy Heath)
4. Tynan Tyme – 5:31 (musica: Art Pepper)

Lato B (ST-699)
1. Picture of Heath – 6:34 (musica: Jimmy Heath)
2. For Miles and Miles – 6:24 (musica: Jimmy Heath)
3. C.T.A. – 5:09 (musica: Jimmy Heath)

## Formazione
- Chet Baker – tromba
- Art Pepper – sassofono alto
- Phil Urso – sassofono tenore
- Carl Perkins – piano
- Curtis Counce – contrabbasso
- Lawrence Marable – batteria

Note aggiuntive
- Richard Bock – produttore
- Peter Gowland – foto copertina album originale
- Chuck Hyman – design copertina album originale
- Lars Werner – note retrocopertina album originale[4]